# Silent Jealousy
"Silent Jealousy" é o sexto single da banda japonesa de rock X Japan, gravado em 1991. A canção possui trechos da composição de Tchaikovsky O Lago dos Cisnes
Como lado-b, o single traz uma versão alternativa da canção "Sadistic Desire", originalmente lançada no álbum Vanishing Vision'.
Algumas bandas já fizeram covers da canção: A banda Lord, na edição japonesa do álbum Ascendence; a banda Sonata Arctica, em uma performance ao vivo, e também serviu como música de entrada para o lutador de wrestling profissional Chris Jericho no seu retorno ao Japão.

## Desempenho comercial
Alcançou a terceira posição na Oricon e permaneceu na parada por 18 semanas.

## Faixas
| N.º | Título                                 | Letras  | Música  | Duração |  |
| 1.  | "Silent Jealousy"                      | Yoshiki | Yoshiki | 7:19    |  |
| 2.  | "Sadistic Desire (versão alternativa)" | Yoshiki | Hide    | 6:05    |  |